# جيسي أ. شيب
جيسي أ. شيب (بالإنجليزية: Jesse A. Shipp)‏ هو كاتب مسرحي وملحن وكاتب ومخرج أمريكي، ولد في 1864، وتوفي في 1934.

## وصلات خارجية
- جيسي أ. شيب على موقع قاعدة بيانات برودواي على الإنترنت (الإنجليزية)